# Список дворянських родів Чернігівської губернії
Список дворянських родів Чернігівської губернії — офіційне друковане видання Чернігівського дворянського депутатського зібрання, яке містить список дворянських прізвищ і осіб, час зарахування їх до дворянства із зазначенням їхніх предків. Ці дані наводяться на підставі багатотомної Дворянської родовідної книги Чернігівської губернії, яка велася предводителями дворянства по роках і за алфавітом з 1785 року.

## З історії губернських родовідних книг
У 21-й день квітня 1785 року, видана Катериною II грамота поставила неодмінною вимогою до дворян: вписування в «Родовідну книгу» тієї губернії, де мають вони населений маєток. Для того, щоб вписатися в родовід, треба пред'явити повітовому предводителю дворянства права свої на це. Повітовий предводитель засвідчував клопотання дворянина і подавав його до губернського дворянського депутатського зібрання з усіма представленими документами, що підтверджують дворянські права того, хто заявляє бажання вписатися в «Родовідну дворянську книгу» своєї губернії. Крім того, в грамоті 21 квітня 1785 року вказано ділення «Родовідної книги» на шість частин із зазначенням цих частин для розрядів дворянства — титулованого і нетитулованого, древнього і того, що дарується за чинами і орденами.

## Структура «Списку дворянських родів Чернігівської губернії»
Дворянська родовідна книга Чернігівської губернії, поділяється на шість частин.
- І — «роди дворянства жалуваного або дійсного»;
- ІІ — роди дворянства військового;
- ІІІ — роди дворянства, набутого на службі цивільній, а також ті, що отримали право спадкового дворянства за орденом;
- IV — всі іноземні роди;
- V — титуловані роди;
- VI — «давні шляхетські дворянські роди».

## I частина
- Абрамовичі, Адасевичі-Левковичі-Галковські, Арандаренко.
- Богомольці, Божичі, Борисенки, Бороздни, Булацелі, Бурі, Бутовичі, Бялопольскі.
- Велентеї, Велінські, Вінницькі, Виноградські, Виридарські, Вишневські, Власенки, Висоцькі.
- Галузевські, Гладкі, Голяховські, Грановські, Гриневичі, Гудим-Месенцови.
- Даниловичі, Даровські, Демешки, Демешкевичі-Загорянські (Ольшанські), Демидовські, Добровольські, Донцови-Стефановичі, Дорошенки, Дзевановські, Думницькі.
- Запольські, Зіневичі, Злотковські, Зоричі.
- Іваницькі-Василенки, Іллєнки.
- Камінські, Каневські-Оболонські, Карачевські-Вовки, Каталеї, Кириленки, Клечановські, Климченки-Дорошенки, Клобукови, Козачки, Кондратовські, Корзуни, Корничі, Коробки, Корсакевичі, Корчак-Котовичі, Косачі, Кочаневські (Коченевські), Красовські, Курило, Курські, Кушакевичі.
- Ладомирські, Ледванські, Линтвареви, Липницькі, Лобко-Лобановські, Лясковські-Тендетнікови.
- Носенки, Неговські.
- Овсієнки, Огінські, Огієвські, Опатовичі, Орлики-Майбороди, Отвиновські.
- Подільські, Подосіннікови, Познякови, Пржеволоцькі, Проценки, Прутченки.
- Фон-Раабе, Радичі, Родзевичі, Росовські, Ротмістрови, Рубахи, Русобтовські-Могилянські.
- Савицькі, Савичі, Савченки-Більські, Самоквасови, Самчевські, Саханські, Семенови, Силичі, Скугар-Скварські, Соболевські, Солодкі-Солодковські-Кабани, Статкевичі, Стеблини, Стош-Жукевичі, Ступачевські.
- Тарасевичі, Тарасови, Терешкевичі, Терещенки, Тичини.
- Унгермани.
- Філоновичі.
- Хитуни, Ходоровські, Хоєцькі, Хоменки.
- Часники, Чекани, Чернушевичі, Чернявські, Чудновські, Чуйкевичі.
- Шихуцькі, Шкред-Хмелевські, Шкури, Шульци.
- Юркевичі, Юскевичі.
- Янови, Янушевичі, Янушевські, Ярові, Ясновські.

## II частина
- Адамовичі, Адасовські, Аквілови, Аксютови, Александер, Александровичі, Алексеєви, Алексеєвцеви, Аманшини, Аммосови, Андрієвичі, Андрієвські, Андріанови, Андрієвські, Андрушевські, Анісімови, Антоненки, Антоновичі, Антоновичі-Аверкови, Апаріни, Ареданови, Арістови, Армашевські, Артюхови, Аршави, Аршанці, Аршукови, Атопкови, Афанасьєви, Афендики.
- Бабанині, Бабенки, Багині, Бодрови, Базилевичі, Базилевичі-Княжиковські, Бакаєви, Баклани, Баклашеви, Балакуни, Барановські, Баратови, Басовичі, Батоги, Батурські, Бахматські, Бахмацькі, Бахметьєви, Бебенки, Безлюдні, Безпалі, Безпалови, Безпечникови, Білозерські, Бенецькі, Бенсони, Березовські, Бесчаснови, Бібікови, Блажевичі, Бобирі, Бобрикови, Бобровські, Богаєвські, Богдановичі, Богінські, Боголюбцови, Богомолови, Богомольці, Богуславські, Бойки, Болдуки, Божкови, Божки-Божинські, Бонч-Осмоловські, Блохіни, Бордовські, Бориспольці, Борсуки, Борщевські, Бранти, Бредіхіни, Фон-дер-Брінкени, Броведовські-Бровки, Бродовичі, Бродовські, Буди, Буки, Буличови, Буравцови, Бурячки, Бурі, Буряки, Бикови, Биковські, Білановські, Білецькі, Білецькі- Носенки, Біловодські, Білови (Бєлови), Бельченки.
- Валивачі, Вальтери, Варави, Варзари, Василевські, Василенки, Васильєви, Васюхнови, Велентеєви, Велігорські, Веселовські, Вербицькі, Верзуни-Федорови, Верехи, Вериги, Верховські, Вінницькі, Виноградови, Виридарські, Вислогурські, Вітке, Висоцькі, Витковичі, Вишеславцеви, Вишневецькі, Вишневські, Владимирови, Власко, Водоп'янови, Возненкови, Войнови, Володковські, Волховські, Вольські, Воронкевичі, Воропаєви, Ворощенки, Воскобойникови, Вощинцови, Войцеховичі, Войцех-Вержбицькі, Вронські, Вуки.
- Гаєвські,Ґалаґани, Галицькі, Галецькі, Галузовські, Галчуни, Галеєвські, Гамалицькі, Гармаші, Ге, Гельд, Герко, Герміані, Герхановські, Гейденрейхи, Гільберти, Глуздовські, Голембатовські, Голобородки, Головачевські, Головачови, Головкевичі, Головні, Голяки, Голяховські, Горбань, Горбачови, Гордієнки, Гореславські, Горленки, Горові, Городиські, Городьки, Гороновичі, Горячеви, Гоувальти, Гойденки, Глотови, Глушанінови-Родванські, Глібови, Грановські, Граховські, Грекови, Гржимайли, Грибовські, Григоровичі, Григоровичі-Барські, Григорови, Грицаєви, Гриценки, Грозинські, Громи, Грюнерт, Губарєви, Губчиці, Гудим-Левковичі, Гукови, Гулевичі, Гундіуси, Гурські, Гутори.
- Данилевські, Даниловичі, Данченки, Дацевичі, Дащенки, де-Коннори, Дебогорій-Мокрієвичі, Дедевичі, Демиденки, Доленг-Ленчовські, Демидовські, Демченки, Дем'яновичі, Денисови, Дергунови, Дерновські, Десятовський-Заблоцький, Дейнекіни, Джуліані, Джури, Дзибань, Дияковські, Добровольські, Доброговські, Добронізькі, Добросельські, Довгі, Долгі, Долженкови, Домарчуки, Домонтовичі, Доричі, Дорогови, Дорошенки, Драгомирови, Драгневичі, Драчевські, Дроздовські, Дружаєви, Дубенки, Дубини, Дубовські, Дузь-Хотимирські, Дурново, Дяковські, Дубницькі, Дуброви.
- Євневич, Єжевські, Єзучевські, Єзучевські-Савойські, Єньки, Єньки-Даровські, Єремеєви, Єрмошевські, Єфремовичі.
- Жадкевичі, Ждановичі, Ждани-Пушкіни, Животкевичі, Жили, Житкови, Жуки, Жукови, Журавські.
- Заборовські, Забудські, Забіли, Заварицькі, Завацькі, Заворотьки, Задохліни, Заїки, Закоморні, Закревські, Занаревські, Занкевичі, Занковські, Запрягаєви, Затиркевичі, Заярневські, Звягіни, Зеленські, Земські, Злотницькі, Зоричі, Зражевські, Зубови, Зубовські, Зубрицькі, Зубцови, Зуб, Зенченки.
- Іванини, Іваницькі-Василенки, Іванови, Іващенки, Ігліни, Ізмаїльські, Імшенецькі, Інтельмани, Ісаєвичі.
- Каврайські, Кадигроби, Каневські, Кладиноги, Ковачі, Кайдани, Колодки, Комарницькі, Котляревські, Кореневські, Кравченки, Красницькі, Кричевські, Кролевські, Кулаковські, Купенки, Казанські, Казіни, Калатиліни, Калачевські, Калиновські, Калугіни, Калюжини, Кам'янецькі, Камінські, Кантури, Капля, Канцевичі, Карабановські, Карповичі, Карпенки, Карпінські, Карповські, Карпеки, Карсницькі, Карташевські, Карталеї, Качановські, Квіцинські, Келембетови, фон-Келлер, Кеніг, Керн, Кибальчичі, Кімвліцькі, Кінд, Кірьятські, Киреєви, Кисіль-Загорянські, Китіцини, Клименови, Климови, Клиця, Клевцови, Кленуси, Климовичі, Клоченкови, Кобеляцькі, Кобизькі, Ковалевські, Ковтуновичі, Козакевичі, Козачинські, Козачкови, Козини, Козлови, Козловські, Козадаєви, Коладеєви, Колінки, Колесникови, Колодкевичі, Коломійцеви, Кольчевські, Комашинські, Комерберги, Конаровські-Саховичі, Конах, Кондратьєви, Кониські, Коновалови, Констановичі, Константинови, Кончиці, Корбе, Коренєви, Корнеєви, Коробки, Коровицькі, Корогодови, Короткевичі, Корсуни, Корчеси, Корх, Косачі, Косенки, Косович, Костенецькі, Костомахіни, Косьянови, Коткови, Котлярови, Кошелєви, Кошельнікови, Кошуби, Кравани, Крамаренки, Кропивка, Крапковські, Красники, Красовські, Кржисевич, Кривоноси, Кривошеї, Кринські, Круглики, Крупицькі, Круп'янські, Крутьєви, Крушковські, Кужельні, Кузьмінські, Куксіни, Кукси, Кулябки, Кулябки-Корецькі, Кулешови, Куміловські, Куницькі, Купов'янови, Купчинські, Курбацькі, Курики, Куриленки, Куровські, Кутур'єнки, Кущі.
- Лавриненки-Міщенки, Лавриненки, Лагоди, Лайкевичі, Ланцови, Лапчинські, Ларцови, Лахневичі, Лашко, Лащинські, Лебедєви, Левицькі, Левковичі, Левченки, Ле-Дюк, Леонови, Лескевичі, Ліндфорси, Линевичі, Липські, Лисевичі, Лисенки, Лісовські, Лисянські, Литвинови, Лихачови, Лихошерстови, Лишні-Дудицькі, Лобановські, Лобки-Лобановські, Лободи, Лобисевичі, Лозовські, Ломаки, Ломтєви, Лопатіни, Лосєви, Лотишеви, Лузанови, Лукашевичі, Лукашевські, Лук'янови-Огнянки, Лусти, Лутаєви, Львови, Любарські, Любачеви, Любенки, фон-Людвіги, Люткевичі, Ляпінські, Ляшенки, Ляшковські.
- Магденки, Магеровські, Маєвські, Макаренки, Макаровичі, Макаровські-Нестеренки, Макарови, Максимовичі, Максимовські, Максимови, Малахови, Малиношевські, Марковські, Милодановичі, Модзолевські, Муренкови, Малашевичі, Маленкови, Малченки, Малюги, Малявіни, Мандрики, Манжурети, Маньковські, Маренці, Марковичі, Маркови-Виноградські, Марсови-Тишевські, Мартикови, Марченки, Масловські, Масюкевичі, Масютіни, Мацути, Мачуговські, Мацкевичі, Медведєви, Мезенцови, Мекиніни, Мельникови, Меньшикови, Меркурови, Мессон, Мещерські, Мізерні, Миклашевичі, Міловичі, Мініни, Міничі-Минарські, Мироненки, Місаковські, Місевські, Мисики, Миславські, Мисникови, Мітаревські, Митькевичі, Михайловські, Михайлови, Міхнови, Могилки, Мокрієвичі (Дебогорій-Мокрієвичі), Мограцькі, Москальські, Москальцови, Мотоніуси.
- Наврозови, Наливайки, Нарбути, Наумови, Невадовські, Невинські, Невструєви, Неверовські, Немировичі-Данченки, Несмеянови, Нестеровичі, Нетят-Батоги, Нехаєвські, Нечаєви, Нечаї, Нещерети, Нікітіни, Ніколенки, Нічик, Новикови, Новодворські, Нуджевські.
- Облеухови, Оболонські, Овсієнки, Овсянникови, Огієвські, фон-Озаровські, Озеровські, Ольховики, Омелюти, Онопрієнки-Шовкові, де-Опагіни, Орел, Орловські, Оселедцови, Оссовські, Остаповські, Острянські, Осташкови, Охременки.
- Павлови, Павлуцькі, Панкевичі, Панови, Панченки, Панчулідзеви, Парафієвські, Парпури, Пасенки, Пашковські, Пащенки, Пекалицькі, Пенінські, Пенські, Петрункевичі, Передерії, Перехрестови, Перемежко-Галичі, Петерс, Петровські, Петрови, Писаревичі, Підгаєцькі, Поволоцькі, Погоські, Підвисоцькі, Підчаські, Пікачеви, Пікуси, Пиліни, Піроцькі, Пірські, Плаксіни, Плешко, Побуковські, Підгірські, Поздеєви, Покладови, Покотило, Покорські-Жоравки, Половцови, Полоніські, Поломаренки, Полторацькі, Понатенки, Попови, Порохонські, Посудевські, Почеки, Прединські, Приймакови, Пригаровські, Пригари, Придаткови, Прикоти, Протасови, Проценки, Прудські, Псіоли, Пугачевські, Пугачі, Пузики, Пузиревські, Пузани-Пузиревські, Пулінцови, Пушкаренки-Овсієнки, Пущини.
- Радченки, Раєвські, Розуменки-Костирки, Ракицькі, Ракочії, Расторгуєви, Рачинські, Рашевські, Ревякіни, Редіни, Редьки, Редькіни, Ренненкампфи, Ренчицькі, Репешки, Решетинські, Рейх-Топольницький, Рігельмани, Рознатовські, фон-Розенбахи, Романовичі, Романовичі- Словатинські, Рубани, Рубці, Рудановські, Рудзинські, Рудковські, Руссо-де-Живон, Рухлядки, Рухови, Рибальські-Бутевичі, Ральські, Риндовські, Річицькі-Логінови, Решетникови.
- Савенки, Савинські, Савицькі, Савченки, Савченки-Більські, Савичі, Сагнібедови, Самбикіни, Самойловичі, Самоквасови, Самоцвєтови, Саковніни, Салеман, Салиньяки, Саханські, Свіонтницькі, Свирські, Свенцицькі, Світюхи, Сенькови, Семашки, Семеки, Семенови, Семплинські, Сердюкови, Серебрякови, Сигаревичі, Силакови, Силевичі, Силичі, Симановські, Симоновські, Симонови, Сирокваши, Скаловські, Скандракови, Скобенки, Скорупи, Случановські, Слєпушкіни, Смірнови, Сніжкови, Собичевські, Соболевські, Соколикови, Соколовські, Сологуби, Солодкі, Соломки, Солонини, Сороки, Спащенки-Кич, Спиридонови, Сребдольські, Стишевські, Страховські, Стрелкови, Старосельські, Стаховичі, Стебакови, Стеблини, Стебловські, Стефановичі-Стасенки, Стожевські, Стожки, Столиці, Стоцькі, Стражевські, Стратсбургські, Страшкови, Стукалови, Суздальцови, Сукови, Сухиніни, Сухманеви, Сєрикови-Антоновичі.
- Танські, Тарасевичі, Тарасови, Тарнавські, Телесницькі, Тихі, Тищенки, Тімецькі, Тимофеєви, Тихоновичі, Товстоліси, Толмачови, Толпиги, Томиловські, Тонконоги, Трабші, Травіни, Третякови, Тризни, Трифановські, Трохимовичі, Трофимови, Троцькі, Троцькі-Сенютовичі, Трубченінови, Трусевичі, Труханови, Тударовські, Тумашенки, Тумковські, Турчини, Тютюнникови, Туезови.
- Улазовські, Улезки, Уманці, Ушинські.
- Фаль, Фальковські, Федосови, Федоренки, Федоровичі, Федоровські, Федорови, Федченки, Філіповські, Філонови, Філоненки, Фірсовські, Фролови-Багреєви.
- Ханенки, Хантинські, Халкідонські, Харвичі, Харченки, Хенцинські, Хільчевські, Хлистови, Хмельникови, Ходоти, Ходьки, Холодовські, Хоменки, Хотяінцови, Храмцови, Храпочеви, Храповицькі, Христіановичі, Худолеї.
- Цвітницькі, Цецури, Цитовичі, Циклінські, Цуйманови.
- Чарнушевичі, Чайковські, Чеднеські, Чекани, Чернацькі, Черненки, Чернобродови, Чернявські, Черняховські, Чечельницькі, Чечеріни, Чулкови.
- Шабельські, Шабловські, Шабранські, Шамраєви, Шан-Гиреї, Шапошникови, Шастови, Шаули, Швачки, Швінти, Шеверницькі, Шенгер, Шепелєви, Шереметьєви, Шечкови, Шидловські, Шингереї, Шихуцькі, Шкляревичі, Шкуріни, Шмарови, Шпаковські, Шпіллери, Шрамченки, Штіґліци, Штурмани, Шугурови, Шулешкіни, Шульговські, Шульжинські-Савичі, Шумицькі, Шумські-Коверникови.
- Щербаки, Щербакови, Щербацькі, Щерби, Щитинські, Щуревичі-Галки, Щуцькі.
- Енгель, Ергарди.
- Юнген, Юрницькі, Юркевичі, Юрченки, Юскевичі-Красковські, Юсухни.
- Ягодовські, Ядрмли, Якимахи, Якименки, Яковенки, Яковлевм,  Якубовичі, Янкосинські, Яновичі, Яновські, Янови, Яржембські, Ярошевські, Ярошенки, Ясновські, Яснопольські, Ястребови-Каневські, Яценки.

## III частина
- Адамовичі, Александровичі, Александрови, Алексеєви, Андрієвські, Андреєви, Андрієвські-Мілевські, Анісімови, Анопреєви, Антоновичі, Армашевські, Аршукови, Астаф'єви, Афендики, Ахматови.
- Бабенки, Бакунови, Бабієвські, Базилевичі, Базилевичі-Княжиковські, Бакаї, Бардакови, Бартоші, Баршевські, Басакови, Бахирєви, Бєднови, Безпалови, Бек, Білецькі, Березовські, Беренштам, Бергштрессери, Бетулинські, Білевичі, Блаватські, Бобирі, Богуни, Брилевичі, Булкіни, Буяльські, Білецькі, Білозерські, Блохіни, Бобарикіни, Бобровникови, Бобруйки, Бовіни, Бови, Богаєвські, Богатки, Богдановські, Богданови, Богомольці, Богуславські, Бокевичі-Щуковські, Бок, Бордовські, Бордоноси, Борзаковські, Бориско-Юхно, Бороздни, Борсуки, Борщови, Брайкевичі, Бреднинські, Броведовські, Брюхачови, Бублики, Бублик-Погорєльський, Бугаєвські, Бугославські, Будашевські-Левоненки, Будлянські, Булахи, Буруновичі, Бурцови, Бурі, Буцанови, Биковські, Білоконські, Білофастови, Белявські.
- Вадови, Вакуліни, Вакуловська, Вальватьєви, Варзари, Василевські, Василенки, Васильчикови, Величковські, Вербицькі-Антіох, Вершковські, Веснінські, Вейси, Вильчики, Вишневські, Водоп'янови, Воєділи, Війтенки, Волковичі, Волхвовські, Волинські, Вольватьєви, Ворнікови, Ворожбити, Висоцькі.
- Гавриленки, Гавришеви, Гарковенки, Гапонови, Герасименки, Герасимовські, Гінтери, Глебовські, Говорецькі, Головахи, Головінські, Гольм, Голубови, Горбачевські, Гончаревські, Гордієнки, Горові, Гордієвські, Гордєєви, Грибовські, Гриб, Городиські, Гранкіни, Григоровичі, Гриневичі, Гриценки, Губаревські, Губчиці, Гулякіни, Гуранди, Гусакови, Гусаревичі, Гусєв, Гутори, Гути.
- Давидовичі, Давидовські, Данилевські, Данилови, Дарагани, Дасюкови, Дацкови, Демидовські, Демченки, Демчинські, Дерев'янки, де-Парм, Джунковські, Дзюрковські, Доброволянські, Довкгели, Домбровські, Дорошенки, Дріневичі, Друкарти, Дубини, Дубницькі, Дубовські, Дуброви, Дьяконови.
- Євреїнови, Єгорови, Єзучевські, Єленьови, Єлінські, Єньки, Єньки-Даровські, Єсикорські, Єфремови.
- Жайворонкови, Ждановичі, Желізки, Жидкови, Жуки, Жукевич-Чтош.
- Забіли, Завацькі, Завірюхіни, Загорські, Заїки, Занкевичі, Затворницькі, Затиркевичі, Зварковські, Зиміни, Златковські, Знойки, фон-Зон, Зосимовичі, Зенченки.
- Іванини, Іванішеви, Іваницькі-Василенки, Івановський, Іващенки, Ігнатовські, Іллєнки, Ілляшенки, Імшенецькі, Іовець, Іовець-Терещенки, Іценки.
- Казанські, Калініни, Калиновські, Калита, Калаші, Калугіни, Кам'янецькі, Камельські, Кангерови, Каракуліни, Карасьови, Карєви, Кармалеєви, Карповичі, Карпінські, Карповські, Карпеки, Катериничі, Кедрини, Кетови, Кибальчичі, Кизимовські, Кільчевські-Гумільтанські, Кітченки, Кирієнки, Киселевичі, Кислі, Кітченки, Клименки, Кніговські, Кноти, Ковальови-Рунські, Ковалевські, Ковтуновичі, Козакевичі, Козачинські, Козикови, Козловські, Козьмінські, Коленки, Колмакови, Коломейцови, Коломійці, Колосовські, Колотови, Комаровські, Компанцеви, Кониські, Коноваленки, Константиновичі, Корабчевські, Кордюкови-Міщенські, Корейші, Коржинські, Корнієвські, Коробки, Корогодови, Коронацькі, Короткевичі-Гладкі, Косачі, Косенки, Косовичі, Коссовичі, Косташі, Костенецькі, Костержицькі, Костієви, Костирки, Костюченки, Котлярови, Котинські, Коханови, Кошелєви, Кошельникови, Крамаренки, Краснокутські, Красовські, Крестинські, Крещановські, Криницькі, Криловські, Кубчинські, Кузьмінські, Кукліни, Куксіни, Кулжинські, Куліченки, Кульчицькі, Кулябки-Корецькі, Курбановські, Курики.
- Лавровські, Лагоди, Ладонки, Лазаревські, Лазаренки, Лайкевичі, Ланге, Лапницькі, Ластовські, Лаузберг, Лащинські, Левитські, Левицькі-Рогаля, Леневичі, Леонтовичі, Лещови, Лівенцови, Ліневичі, Лисенки, Лісовські, Листовські, Лисянські, Лихошерстові, Лишкіни, Лишофаї, Лопуцькі, Лубченки, Луговські, Лучинські, Лістовничі, Лістушевські, Любінські, Ляшенки, Ляшко.
- Маєвські, Мазуреви, Макаренки, Македонські, Маковські, Максимовичі, Макухіни, Малахови, Малукалови, Малюги, Мармановичі, Мандровські, Марковичі, Марковські, Маркови, Марченки, Маслови, Маховикови, Мацієвські, Медведєви, Мельникови, Меркулови, Мешетичі, Мізико-Василевські, Милієвські, Міничі, Мироненки, Митаревські, Митькевичі, Михно, Михеєви, Міцкевичі, Мішури, Мовчани, Мокієвські-Зубок, Мокрські, Моласи, Молчановські, Молявки-Висоцькі, Морачевські, Морозови, Морози, Москальські, Мотониуси, Мультянські, Мушинські.
- Навроцькі, Навроцькі-Опошанські, Наденки-Синельникови, Наливайки, Науменки, Неговорови, Немировичі-Данченки, Нестелеї, Нестеровські, Нетяг-Батоги, Никифорови, Ніколаєнки, Никонови, Новикови, Новицькі, фон-Нотбек.
- Оболонські, Овдієнки, Огієвські, Огієвські-Охотські, Окерблом, Олейникови, Олфер'єви, Омеляновичі, Осьмакови, Остаповські, Осьмаки, Охріменки.
- Павловські, Пасенки, Пащенки, Пекури, Перовські, Петровські (дворяни і графи), Петрушевські, Пигарєви, Пікуси, Пилипенки, Писаренки, Піскунови, Пластунови-Ковденки, Плиски, Плоскі, Плешки, Погодіни, Підвисоцькі, Платонови, Підгірські, Подозови-Чубковці, Поди, Познінські, Покотилови, Полдневі, Поломареви, Полонські, Полторацькі, Полиневі, Пономаревські-Свідерські, Понаревські, Пономарьови, Поповські, Попови, Порскалови, Поцановські, Пошевня, Пояркови, Прасолови, Предінські, Привезіонови, Пригаровські, Пригари, Пригоровські, Пробенки, Прокопенки, Прокоповичі, Промислови, Пузанови, Пузани, Пурики, Пучковські, Пушкарьови.
- Радкевичі, Радченки, Раєвські, Разгонови, Рахінські, Рашевські, Реброви, Реутські, Реутови, Роговичі, Рогозинські, Рогозіни, Родіславські, Ромаскевичі, Росинські, Ростовцови, Рубани, Рубисови, Рубці, Руголі, Рудавські, Рудановські, Рудзинські, Рудині, Рудольф, Рухлядки, Руцькі, Римарєви, Римаренки, Ринловські.
- Савіни, Савицькі, Савченки, Садовні, Садовські, Саєвські, Сакіни, Саковичі, Самовські, Самойленки, Самойловичі, Самчевські, Санковські, Саханські, Сахновські, Сбитнєви, Свідерські, Свириденки, Свіслотські, Світославські, Святобливо-Коробкіни, Семеки, Семеновичі, Семеновські, Семпликевичі, Середи, Сибілєви, Сидоренки, Сидорські, Сілевичі, Силичі, Силичі-Полянські, Сільчевські, Симоновські, Синдаровські, Скабичевські, Скаржинські, Скачевські, Словатинські, Слуцькі, Случевські, Слюсаревські, Смирнови, Смоленські, Собки, Соболевські, Сокоцькі, Соловйови, Сологуби, Соломки, Сорокіни, Соховичі, Сочани, Спановські, Спаські, Сребдольські, Старосільські, Стегайли, Степанови, Стефановичі-Донцови, Стеценки, Стоги, Стоколінки, Столиці, Страдомські, Стражевські, Сукови, Сулієви, Суріни, Сухотіни, Сушинські, Седлецькі.
- Танські, Таравінови, Таранови, Тарасевичі, Тарасенки, Тарнавські, Телегіни, Теффенберги, Тимковські, Тимошевські, Титови, Ткаченки, Товстоліси, Товстоногови, Томашевські, Томиловичі, Тржемські, Трипільські, Трофименки, Трофимови, Троцькі-Сенютовичі, Трубаєвські, Трубіни, Трусевичі, Тупіцини, Тупиці, Турикови, Турчанінови, Тисіни, Тичини.
- Удинцови, Улазовські, Улезки, Ульріх, Уманці, Ушинські.
- Фасовці, Фащ, Федченки, Фененки, Фесенки, Филиповські, Фіалковські.
- Халанські, Ханенки, Хантинські, Хижковські, Хижнякови, Хільковська, Хмарницькі, Хмелевські, Ходкевичі, Ходоровські, Холодовичі, Холодовські, Хоменки, Хоминська, Хорошкевичі, Храпачові, Христіанови.
- Ціммерберг, Цитовичі, Цецуріни, Циклінські.
- Чачки, Чоботкевичі, Чевілянські, Червінські, Черевки, Чернушевичі, Чернявські, Черняхівські, Чернівецькі, Чехметьєви, Чинчики, Чугаєвські, Чуфаровські.
- Шарко, Шванські, Шендюки, Шендюхи, Шереметови, Шихуцькі, Шишкевичі, Шишови, Шиянови, Шкури, Шликевичі, Шмакови, Шмигельські, Шпаковські, Шпейєр, Шпіліотови, Шрамченки, Шрейбери, Штранге, Шугаєвські, Шуманські-Красножони.
- Щербаки, Щербини.
- Юркевичі, Юрковські, Юрлови, Юрченки, Юскевичі-Красковські, Юченкови.
- Язучевські, Якимовичі, Якубинські, Янихи, Яновські, Янови, Ярмахови, Ярові-Равські, Ярошевицькі, Ясновські, Яценки, Ячні.

## IV частина
- Афендики, Бялоновичі, Котовські, Шираї, Шликевичі.

## V частина
- Абашидзе-Горленки князі, Баратови князі, Барятинські князі, Безбородьки ясновельможний князь, графи і дворяни, фон-Берги барони, Голіцини князі, Гудовичі графи і дворяни, Долгорукови князі, Завадовські графи і дворяни.
- Капністи граф, Клейнміхелі графи, Кушелєви-Безбородьки графи, Ламздорфи-Галагани графи, Мусіни-Пушкіни графи, Прозоровські князі.
- Розумовські дворяни, графи і ясновельможний князь, Румянцев-Задунайський граф, Тишкевичі графи, Урусови князі, Хованська княгиня, Черкасов барон, Шуленбурги графи, Щербатов князь.

## VI частина
- Абалешеви, Азанчевські, Александровичі, Армашевські, Алфьорови, Арцимовичі, Афанасенки.
- Бакуринські, Баранівські, Бартошевичі, Бельскі, Бірони, Бонч-Бруєвичі, Бородухи, Бороздни, Брановицькі-Бароненки, Брешко-Брешковські, Булашевичі.
- Вавравські, Валькевичі, Воєйкови, Войцеховичі, Вощиніни, Вронські, Висоцькі.
- Галагани, Галинські, Гамалії, Глушановські, Горленки, Гортинські, Грембецькі, Гриньови, Гудим-Левковичі.
- Добржинські, Довгалевські, Довкгели, Долинські, Домонтовичі, Дроздовські, Дублянські, Дукшто-Душинські, Дуніни-Борковські, Дурново.
- Есауленки-Шульги.
- Єсимонтовські.
- Жили, Жураківські.
- Закревські, Зінченки.
- Іваненки, Івановські, Івкови, Іскрицькі.
- Калинські, Кандиби, Карвольські-Гриневські,Карновичі, Катіни, Кейкуатови князі, Киселі, Кольчевські, Косовичі, Костомарови, Коцеіовські, Кочубеїдворяни, графи, князі, Краєвські, Крейчмани, Кривковичі, Кунцевичі, Курдюмови.
- Лазаровичі, Лашкевичі, Левицькі, Ленські, Лизогуби, Лисаневичі, Лисенки, Литвинови, Лишні.
- Макаревичі, Маковецькі, Малиновські, Марковичі, Мартинови, Миклашевські, Милорадовичі дворяни і графи, Молявки, Мосальскі-Кошури, Муханови.
- Небольсіни, Недзвецькі, Немировичі-Данченки, Неплюєви, Новицькі.
- Орловські, Остроградські.
- Підгаєвські, Піроцькі, Полетики, Полонецькі, Полуботки, Поплавські, Постельникови.
- Раковичі, Рачинські, Рашевські, Решки, Романовичі, Рославці, Рубці, Руткевич.
- Савельєви, Савичі, Сагарьови, Сахновські, Свєчини, Секерж-Зеньковичі, Селецькі, Сиваї, Скоропадські, Солонини, Ставиські, Степанови, Стороженки, Судзиловські, Судієнки.
- Тарновські, Товстоліси, Тризни, Троцини, Троцькі, Туманські.
- Федоровичі, Фененки, Франковські.
- Ханенки, Хоменки, Хоржевські.
- Цидзики.
- Чайковські, Чарнецькі, Чарнолузькі, Черепови, Черкавські, Чижевські.
- Шафонські, Шишкевичі, Шуби.
- Щегловітови.
- Юркевичі, Юскевичі-Красковські.
- Якимовичі-Кожуховські, Янковські, Яцковські.